# Distrikt Idlib

Distrikt Idlib im Gouvernement Idlib

Der Distrikt Idlib (arabisch منطقة مركز إدلب, DMG Minṭaqat Markaz Idlib) ist einer von fünf Distrikten (Mintaqa) im Gouvernement Idlib in Syrien. Er ist in sieben Unterbezirke (Nahiya) unterteilt: Markaz Idlib, Abu z-Zuhur, Binnisch, Maʿarrat Misrin, Saraqib, Sarmin und Taftanaz.
Der Sitz der Distriktverwaltung ist Idlib. Bei einer Fläche von 1437 km² belief sich die Bevölkerungszahl beim Zensus 2004 auf etwa 385.000 Personen.